# Ucronie
Ucronia este o evocare imaginară a timpului istoric. În literatură, ucronia, care se numește de multe ori istorie alternativă (sau chiar istorie contrafactuală), definește un gen literar care se bazează pe rescrierea istoriei datorate modificării unui eveniment din trecut, ce reprezintă punctul de divergență de unde evenimentele încep a se desfășura altcumva decât s-au desfășurat de fapt. Datorită folosirii ca modalitate artistică a mijloacelor tehnice care ar permite călătoria în timp, mai exact, călătoria în trecut, evenimentele petrecute în opera ucronică sunt de factură science-fiction.
Autorul unei ucronii are ca punct de plecare al povestirii sale un eveniment istoric care se întâmplă în mod diferit de cum s-a întâmplat, iar scopul scrierii este de a analiza diferitele consecințe posibile ale devierii istorice prin crearea unui povestiri bazate pe efect domino al evenimentelor ulterioare schimbării, uneori cunoscut și ca efect fluture.
O primă ucronie este considerată Istoria secretă a lui Procopius din Cezareea, operă care prezintă reversul vieții și imaginii oficiale ale Imperiului bizantin din timpul lui Iustinian și al Teodorei.

## Etimologie
Cuvântul ucronie a fost inventat de Charles Renouvier, care l-a folosit chiar în titlul unei lucrări de-ale sale, Ucronia, utopia din istorie (conform originalului, Uchronie, l’utopie dans l’histoire), publicată în 1857. Ucronia este un neologism al secolului al 19-lea, creat de autorul francez după modelul cuvântului utopie, creat la rândul său de Thomas Morus în 1516 pentru a servi ca titlul al operei sale, Utopia. Semnificația prefixului u- este lipsa/absența a ceva. În timp ce cuvântul u-topos = utopie semnifică inexistența unui loc anume sau inexistența acelui loc, cuvântul u-kronos = ucronie semnifică inexistența unui timp anume sau un timp care nu există.

### Exemple
- Dacă dinozaurii nu ar fi dispărut ...
- Dacă Imperiul Roman nu ar fi colapsat ... [Vezi și Imperiul Roman (istorie alternativă)]
- Dacă ciuma neagră ar fi decimat întreaga Europă ...
- Dacă Cristofor Columb nu ar fi descoperit America ...
- Dacă vikingii (sau chinezii) ar fi colonizat America...
- Dacă Statele Confederate ale Americii ar fi câștigat Războiul de secesiune ... [Vezi și Războiul Civil American (istorie alternativă)]
- Dacă Primul Război Mondial nu ar fi avut loc ... [Vezi și Primul Război Mondial (istorie alternativă)]
- Dacă cel de-al Doilea Război Mondial ar fi fost câștigat de germani ... [Vezi și Al Doilea Război Mondial (istorie alternativă)]

## Listă de opere ucronice

### Literatură - scriitori ucronici

#### Autori francofoni
- Jean-Claude Albert-Weil
- Thierry Ardisson
- Kevin Bokeili
- Pierre Bordage
- Sylvain Brison
- Roger Caillois
- André Costa
- Jacqueline Dauxois și Vladimir Volkoff - Alexandra
- Charles Duits - Ptah Hotep, roman (1971)
- Jean Dutourd - Le Feld-Maréchal von Bonaparte
- Eric Faye - Parij
- Johan Héliot - la Lune seule le sait
- Jean Mazarin - L’Histoire détournée
- Régis Messac - Voyage en Uchronie
- Nicolas Saudray - Les Oranges de Yalta
- Éric-Emmanuel Schmitt - La Part de l'autre
- Roland C. Wagner - H.P.L. (1890-1991)

#### Autori ne-francofoni
- Poul Anderson - Operațiunea Haos (1971)
- Poul Anderson - Patrula timpului (Time Patrol, 1960)
- Stephen Baxter - The Time Ships
- Stephen Baxter, Voyage, 1996, Trilogia NASA
- Greg Bear - Eternity (1988)
- Ray Bradbury - Sunetul tunetului
- Fredric Brown = What Mad Universe, 1949, roman
- Winston Churchill, Dacă Lee ar fi câștigat bătălia de la Gettysburg, eseu
- Lyon Sprague de Camp, în Lest Darkness Fall un american ajunge accidental în trecut (în 535 î.Hr.) și încearcă să protejeze regatul italian de invaziile barbare prin invenții anacronice
- Philip K. Dick - Omul din castelul înalt (The Man in the High-Castle), 1962, roman
- Brendan DuBois - Resurrection Day, roman
- Christopher Evans - Aztec Century, 1993, roman
- Mario Farneti : "Occidente", "Attacco all'occidente" et "Nuovo Impero d'Occidente", serie de trei romane
- Jasper Fforde - The Eyre Affair, 2001, roman
- William Gibson și Bruce Sterling - The Difference Engine, 1990, roman
- Robert Harris - Fatherland
- Paul J. McAuley - Les conjurés de Florence, roman
- Ward Moore - Bring the Jubilee, roman (1953)
- Keith Roberts - Pavane, ciclu de nuvele (1968)
- Kim Stanley Robinson - The Years of Rice and Salt, roman
- Philip Roth, The plot against America, Franklin Delano Roosevelt nu a câștigat alegerile în 1941. Charles Lindbergh a devenit președinte al Statelor Unite și a semnat un tratat de neagresiune cu Germania nazistă.
- Matt Ruff - The Mirage, 2012, roman
- Sarban, pseudonimul lui John William Wall, The Sound of His Horn
- José Saramago, "Histoire du siège de Lisbonne"(1989)
- Robert Silverberg, Roma Æterna, roman
- Robert Silverberg, The Gate of Worlds, roman, 1967
- Orson Scott Card, ciclul The Tales of Alvin Maker
- Michael Swanwick, Jack Faust, roman
- Norman Spinrad, Visul de fier (The Iron Dream) (1972)
- Harry Turtledove, Worldwar: In the Balance (1994), Tilting the Balance, Upsetting the Balance, Striking the Balance

### Serii de televiziune
- Star Trek
- Sliders
- Sept jours pour agir
- Code Quantum
- Demain à la une
- Doctor Who
- Tru Calling : compte à rebours
- SS-GB (2017)
- For All Mankind (2019)